# تهاتف

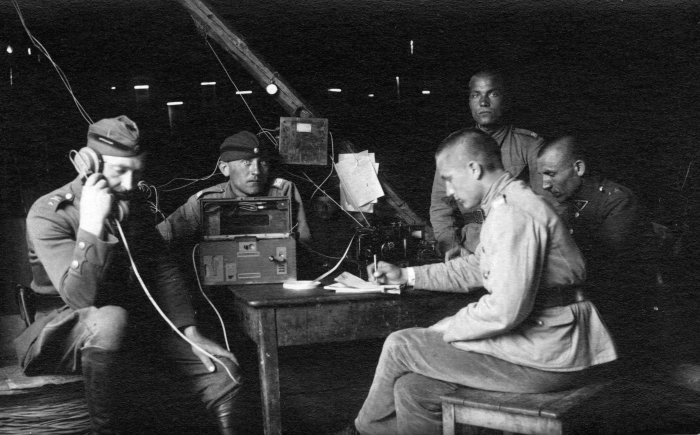

تهاتف تقانةٌ هاتفيةٌ؛ وهي تحويلُ الصوت إلى إشارات كهربائية وإرسالُها إلى موضعٍ آخر، ثم إعادةُ تحويل الإشارة الكهربائية إلى صوتٍ باستخدام (أو بغير استخدام) أسلاكٍ للاتصال.